# Medlovice (Uherské Hradiště-i járás)
Medlovice település Csehországban, a Uherské Hradiště-i járásban. Medlovice Újezdec, Stříbrnice, Osvětimany és Buchlovice településekkel határos. Lakosainak száma 462 fő (2024. január 1.).

## Népesség
A település lakosságának változását az alábbi diagram mutatja:
| Lakosok száma | 342  | 401  | 456  | 426  | 462  | 475  | 461  | 458  | 456  | 462  |
|               | 1869 | 1890 | 1921 | 1950 | 1980 | 2001 | 2017 | 2019 | 2022 | 2024 |